# Edelmira Inés Mórtola
Edelmira Inés Mórtola (21 de enero de 1894-28 de mayo de 1973) es la primera geóloga argentina. Fue también la primera mujer en obtener el grado académico de Doctora en Ciencias Naturales con orientación en Geología  de la Universidad de Buenos Aires.  Fue una destacada investigadora en el área de la mineralogía, y se desempeñó también como docente universitaria.

## Biografía
Mórtola cursó la escuela secundaria entre 1908 y 1912, en el Liceo Nacional de Señoritas de la ciudad de Buenos Aires. Posteriormente se graduó en la carrera de Geología de la Facultad de Ciencias Exactas y Naturales de la Universidad de Buenos Aires. Su primera incursión laboral fue como ayudante geóloga en la Dirección General de Minas y Geología en 1918, donde fue la primera mujer profesional que se desempeñó en la institución. En 1921 logró el título de doctora en la Facultad de Ciencias Exactas y Naturales de la UBA, recibiendo una medalla de oro y diploma de honor. Su tesis versó sobre Rocas alcalinas básicas del sur de Chubut.

### Docencia
Tuvo una extensa carrera docente. Ejerció como profesora en el Liceo Nacional de Señoritas N° 1 y en el Instituto Nacional del Profesorado Joaquín V. González. En 1924 se incorporó como Jefe de Trabajos Prácticos de la Cátedra de Mineralogía de la Facultad de Ciencias Exactas y Naturales de la Universidad de Buenos Aires, donde fue posteriormente profesora titular. Allí formó a numerosos investigadores.

### Legado
Mórtola se dedicó a la organización del Gabinete de Mineralogía y Petrografía hasta 1960, que diez años después se transformó en el Museo de Mineralogía en el Departamento de Geología de la Facultad de Ciencias Exactas y Naturales de la UBA que luego recibe el nombre «Dra. Edelmira Mórtola» en su homenaje. Allí se conservan muestras minerales que Mórtola recolectó en la Patagonia en el marcxo de sus investigaciones.
Fue muy reconocida en su especialidad, siendo tomada como referente por personalidades como Bernardo Houssay.
En 1930 publicó el libro Nociones de Mineralogía, basado en su amplia experiencia docente. El libro tuvo un gran impacto en la formación de futuros profesionales de la disciplina ya que incorporó ilustraciones fotográficas y una clave para la determinación de minerales argentinos.

## Distinciones
- Premio Strobel en 1918, por su desempeño universitario, al graduarse con un promedio de 9.35.[2]
- Designada Delegada Honoraria ante la Exposición “La mujer en la vida nacional” por el Rectorado de la UBA en 1941.[7]
- Homenaje por su retiro, en 1963, tras 35 años de docencia.[7]
- Científica destacada por la mayor institución de ciencia de Argentina (CONICET) en su página Mujeres en la Ciencia https://mujeresenlaciencia.com.ar/Entrada/Principal.html.[8]